# 조원길
조원길(趙元吉, ?~?)은 고려의 공신이다.

## 생애
정몽주(鄭夢周), 설장수(偰長壽) 등과 함께 공양왕을 옹립한 공으로 1등공신이 되어 옥천부원군(玉川府院君)에 봉해졌다.
1392년에 고려가 망하자 조선에서 벼슬을 지내지 않음으로써 절의를 지켜 고려 오은(五隱)으로 불렸다.